# Ekvatoriális koordináta-rendszerek

Az ekvatoriális koordináta-rendszer

A kétféle ekvatoriális koordináta-rendszer csillagászati koordináta-rendszer, amelyben elhelyezhetőek az égbolton látható objektumok. Az égboltot gömb alakúnak látjuk, az égitestek látszólag ezen a gömbfelületen helyezkednek el, ezért elég az irányukat meghatározni. Ehhez két adatra van szükség: egy hosszúsági és szélességi koordinátára.
Mind az I., mind a II. ekvatoriális koordináta-rendszer hasonló a földrajzi koordináta-rendszerhez, mert alapsíkja a földi egyenlítő síkja, ami az égboltot egy főkör mentén, az égi egyenlítőben metszi. A koordináta-rendszer alapsíkja tehát az égi egyenlítő síkja, pólusai az égi pólusok, amelyek a Föld forgástengelyének és az éggömbnek a döféspontjai. Az egyenlítővel párhuzamos körök a paralel körök, amelyek a sarkokon pontokká zsugorodnak. A pólusokon át végtelen sok kör, órakör fektethető. A Föld középpontjából nézve a földi és égi pólusok egy irányban fekszenek. Mindkét rendszerben az egyik koordináta a deklináció (a szélességnek megfelelő), amit az égi egyenlítőtől felfelé 0°-tól +90°-ig, lefelé 0°-tól -90°-ig mérnek az órakörön.

## Hosszúság jellegű koordináták a két rendszerben
A pólusokon át végtelen sok kör, órakör fektethető. Ezek közül az II. ekvatoriális koordináta-rendszerben azt választjuk kezdőkörnek, amely az égi egyenlítő és az ekliptika két metszéspontján (a tavaszponton és az őszponton) áthalad, a I. ekvatoriális koordináta-rendszerben pedig a déli irányon átmenő órakört. Míg a II. rendszerben egy csillag koordinátája állandó az időben a Föld minden pontján (eltekintve olyan - csak hosszabb idő alatt jelentős - hatásoktól, mint a csillagok sajátmozgása, a Föld precessziója és nutációja), addig az I. rendszerben minden időpontban és minden hosszúsági körön más-más koordinátát kapunk. Az I. rendszerre van szükségünk, ha egy ekvatoriális szerelésű távcsövet egy adott égitestre szeretnénk irányítani, ekkor az óratengely skáláján az óraszöget kell beállítani.
- Az I. ekvatoriális koordináta-rendszerben a hosszúság jellegű mennyiség az óraszög (τ vagy H), mely azt mutatja, hogy mennyi ideje delelt az égbolt adott pontja (csillaga). Ezt 0-tól 24 óráig mérjük az északi pólus felől az órajárással megegyező (negatív) irányban. Például a delelő csillag óraszöge 0 h, a pontosan nyugati irányban nyugvó csillag óraszöge 6 h.
- II. ekvatoriális koordináta-rendszerben az égitestek hosszúság jellegű koordinátája a rektaszcenzió (Ra vagy α); ezt az égi egyenlítőn 0° – 360° mérik a tavaszpontból kiindulva, az északi égi pólusról nézve az óramutató járásával ellentétes (pozitív) irányban. Fok helyett általában időbeosztást használnak: 360° = 24h.

## Átváltás a kétféle rendszer között
A deklináció mindkét rendszerben azonos.
A másik koordinátát az
s = Ra + τ
összefüggésből számolhatjuk ki, ahol s a megfigyelési hely csillagideje az adott pillanatban, melyet programok segítségével vagy csillagászati évkönyvből tudhatunk meg, Ra a rektaszcenzió és τ az óraszög.